# 柏林大学联盟
柏林大学联盟（英語：Berlin University Alliance）是一个大学联盟，由柏林的三所大学和一家医院组成，其成员有：柏林自由大学，柏林洪堡大學，柏林工业大学和夏里特医院。联盟旨在将柏林发展为一个具有国际吸引力的研究中心。
2019年，大学联盟获得德国精英大学计划2400万欧元资助，以支持其“跨越边界，迈向综合研究环境”战略。
在德国联邦政府与州政府举办的卓越战略研究竞赛中，联盟的七个卓越研究集群获批，截至2019年，每个科际整合研究项目都获得了资助，计划期限为7年，每年1000万欧元。